# Дмитриева, Ольга Владимировна
О́льга Влади́мировна Дми́триева (род. 16 июня 1959, Калинин) — российский историк-медиевист, специалист по истории Англии и английской культуры. Доктор исторических наук (2012), профессор кафедры истории средних веков исторического факультета МГУ, на котором трудится с 1982 года. Лауреат Ломоносовской премии за преподавательскую деятельность (1998).

## Биография
Кандидат исторических наук (1985, диссертация «Социально-политическая борьба в Англии в конце XVI — начале XVII в.»), доцент (1993). Докторская диссертация — «Парламент и политическая культура в Англии второй половины XVI — начала XVII вв.».
Замгендиректора по развитию просветительской деятельности и популяризации Музеев Московского Кремля. Член Всероссийского общества медиевистов и историков раннего Нового времени.
Выступала в лектории «Arzamas».

## Основные работы
- Социально-экономическое развитие Англии в XVI в. Спецкурс. М.: Изд-во МГУ, 1990. 99 с.
- Елизавета I. Семь портретов королевы. М. Янус-К. 1998. 248 с. {Рец.}
  - Елизавета Тюдор. М.: Молодая гвардия, 2004. — Серия: Жизнь замечательных людей. Тираж: 5000 экз. + 5000 экз. (доп. тираж). ISBN 978-5-235-03550-8.
    - Елизавета Тюдор / Ольга Дмитриева. — 2-е изд. — М.: Молодая гвардия, 2012. — 308 с: ил. — (Жизнь замечательных людей: сер. биогр.; вып. 1380).
- Парламент и политическая культура Англии второй половины XVI — начала XVII в. — М.: Квадрига, 2021. — 1024 с. ISBN 978-5-91791-4343